# Thân vương Takahito
Thân vương Takahito (三笠宮崇仁親王 (Tam Lạp cung Sùng nhân Thân vương) Mikasa-no-miya Takahito Shinnō, 2 tháng 12 năm 1915 – 27 tháng 10 năm 2016), còn gọi là Thân vương Mikasa là một thành viên của Hoàng gia Nhật Bản. Ông là con trai thứ tư và là con út của Thiên hoàng Đại Chính và Hoàng hậu Trinh Minh. Người anh cả của ông là Thiên hoàng Chiêu Hòa. Sau khi phục vụ như một sĩ quan kỵ binh cơ sở trong Lục quân Đế quốc Nhật Bản trong Chiến tranh thế giới thứ hai, Thân vương bắt đầu sự nghiệp với tư cách là một học giả và giảng viên bán thời gian trong lĩnh vực nghiên cứu Trung Đông và Ngữ tộc Semitic.
Sau sự qua đời của chị dâu, Thân vương phi Kikuko vào ngày 17 tháng 12 năm 2004, ông trở thành thành viên sống thọ nhất của Hoàng gia Nhật Bản. Ông qua đời vào ngày 27 tháng 10 năm 2016 do ngừng tim sau khi nhập viện vì viêm phổi, hưởng thọ 100 tuổi.

## Đầu đời

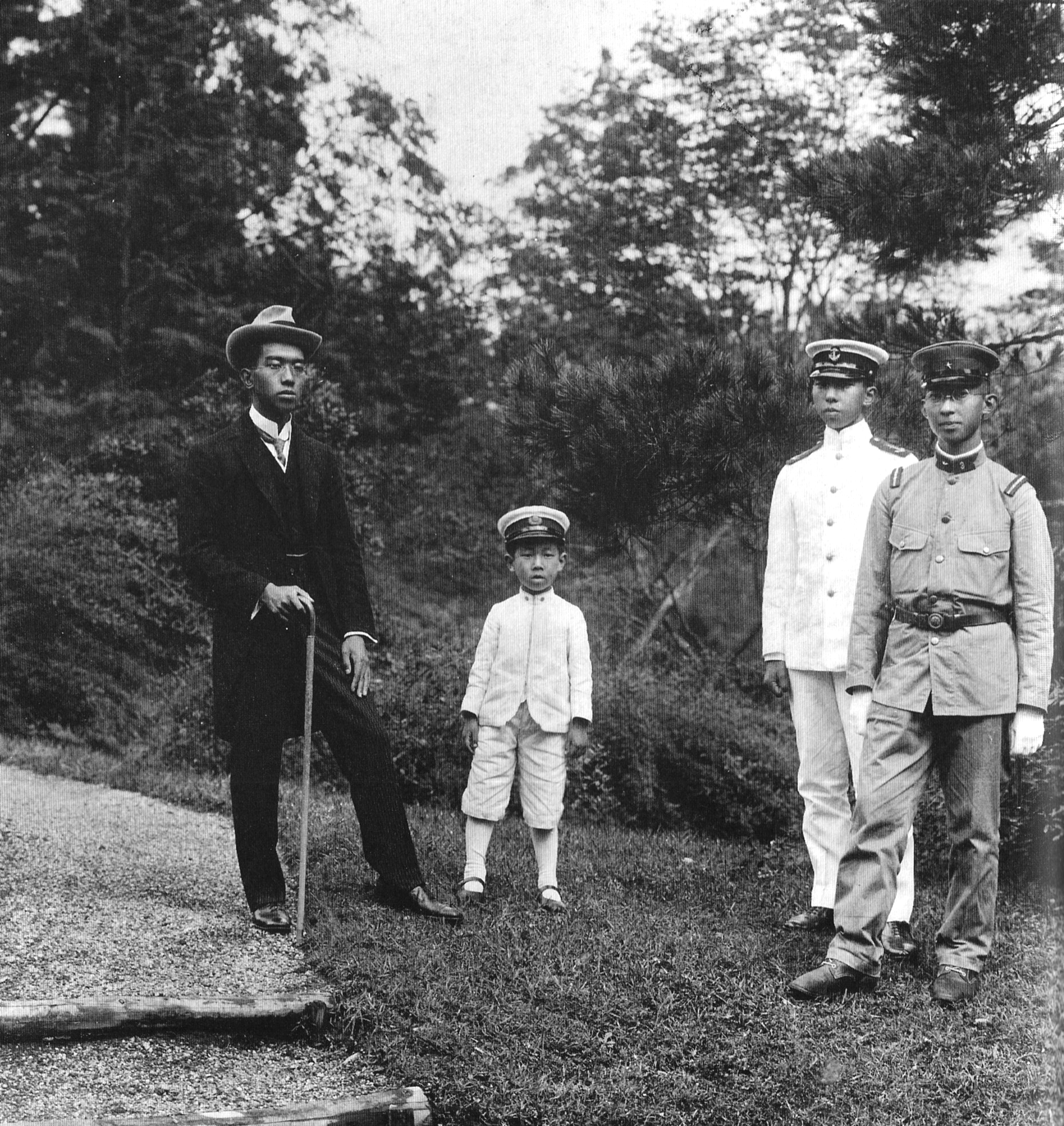
Bốn người con trai của Hoàng đế Taishou năm 1921: Hirohito, Takahito, Nobuhito và Yasuhito

Thân vương Takahito được sinh ra tại Hoàng cung Tokyo, Tokyo, vào năm Đại Chính thứ 3(1915), trọn vẹn 15 năm sau khi Thiên hoàng Chiêu Hòa ra đời. Ông được ban ấu danh là Sumi-no-miya. Thân vương Takahito học các cấp tiểu học và trung học của Trường nam sinh Gakushūin từ năm 1922 đến 1932. Khi ông bắt đầu học cấp hai, người anh cả của ông đã lên ngôi Thiên hoàng và hai người anh tiếp theo của ông, Dật Phụ cung Thân vương Yasuhito và Cao Tùng cung Thân vương Nobuhito, đã bắt đầu sự nghiệp trong Lục quân Đế quốc Nhật Bản và Hải quân Đế quốc Nhật Bản. Ông vào Trường Sĩ quan Lục quân vào năm 1932, được bổ nhiệm làm trung úy và sau đó được bổ nhiệm vào Trung đoàn Kỵ binh thứ năm vào tháng 6 năm 1936. Sau đó, ông tốt nghiệp trường Đại học Lục quân.
Sau khi làm lễ trưởng thành vào tháng 12 năm 1935, Thiên hoàng Shōwa đã ban cho ông cung hiệu là Tam Lạp cung (Mikasa-no-miya), cho phép ông lập một nhánh mới của Hoàng gia. 

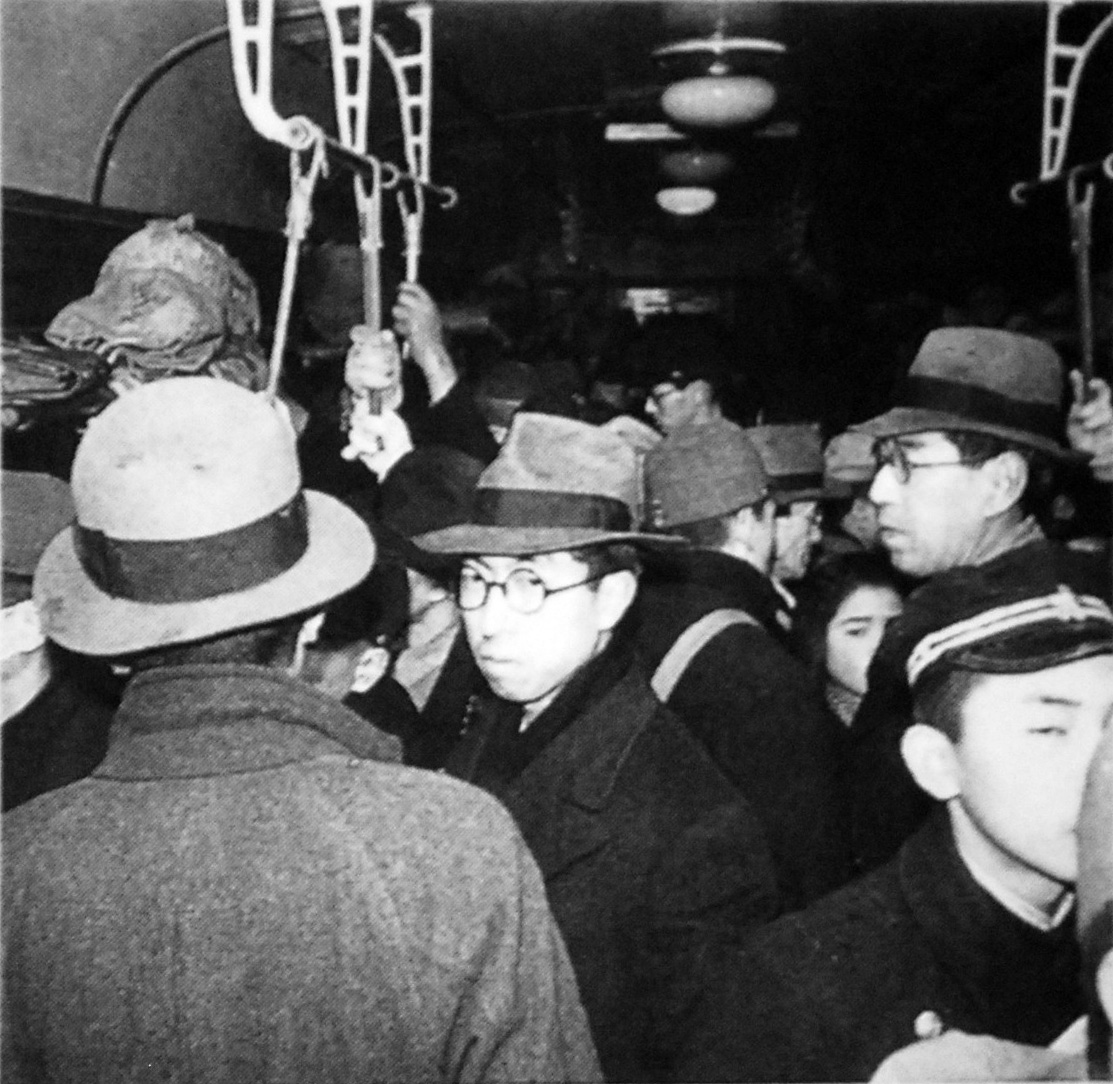
Hoàng tử Mikasa trên dòng Yokosuka năm 1946

Thân vương đã được thăng cấp trung úy vào năm 1937 và trở thành thuyền trưởng vào năm 1939, phục vụ tại Trung Quốc dưới cái tên "Wakasugi". Trong sự nghiệp quân sự của mình, ông đã chỉ trích gay gắt hành vi của quân đội Nhật Bản tại Trung Quốc. Trong một cuộc phỏng vấn năm 1994, ông đã chỉ trích cuộc xâm lược và tàn bạo của Quân đội Đế quốc Nhật ở Trung Quốc, và ông đã bị "sốc nặng" khi một sĩ quan thông báo với ông rằng cách tốt nhất để huấn luyện tân binh là sử dụng tù binh Trung Quốc để thực hành dưới ngọn lưỡi lê. Theo Daniel Barenblatt, Thân vương và em họ Hoàng thân Tsuneyoshi Takeda đã xem một buổi chiếu phim đặc biệt của Shirō Ishii.Bộ phim đã cho thấy máy bay đang gây nên Chiến tranh sinh học,gây ra bệnh dịch hạch tràn lan vào thành phố Ninh Ba của Trung Quốc vào năm 1940. Ông cũng được tặng một bộ phim nói về sự tàn bạo của Nhật Bản, liên quan đến các cảnh quay được sử dụng trong Trận chiến Trung Quốc, và xúc động đến nỗi ông đã khiến anh trai mình là Thiên hoàng Hirohito phải xem bộ phim.
Năm 1994, một tờ báo tiết lộ rằng sau khi Thân vương trở về Tokyo, ông đã viết một bản cáo trạng đầy mỉa mai về hành vi của Quân đội Đế quốc Nhật Bản tại Trung Quốc, nơi ông đã chứng kiến tội ác chiến tranh của Nhật Bản đối với người dân Trung Quốc. Bộ Tổng tham mưu Quân đội Hoàng gia đã phủ nhận tài liệu này, nhưng bản sao của nó vẫn tồn tại và được xuất bản vào năm 1994. Sau chiến tranh, có thông tin rằng khi còn là một sĩ quan,Thân vương đã có lập trường cứng rắn chống lại kỷ luật lỏng lẻo và hành động tàn nhẫn của binh lính Nhật Bản tại Trung Quốc.
Được thăng cấp thiếu tá năm 1941,Thân vương còn là một sĩ quan tham mưu trong Trụ sở của Đạp quân viễn chinh Trung Quốc tại Nam Kinh, Trung Quốc từ tháng 1 năm 1943 đến tháng 1 năm 1944,nhằm củng cố tính hợp pháp của chính quyền Uông Tinh Vệ và phối hợp với các binh lính Quân đội Nhật Bản để hướng tới một sáng kiến hòa bình, nhưng những nỗ lực của ông đã hoàn toàn bị hủy hoại bởi chiến dịch Ichi-Go do Tổng hành dinh Hoàng gia phát động.
Thân vương còn từng là một sĩ quan tham mưu trong Bộ phận Quân đội của Tổng hành dinh Hoàng gia ở Tokyo cho đến khi Nhật Bản đầu hàng vào tháng 8 năm 1945. Sau khi kết thúc chiến tranh, Thân vương đã phát biểu trước Xu mật viện, kêu gọi anh trai Hirohito thoái vị để chịu trách nhiệm về chiến tranh.

## Kết hôn
Vào ngày 22 tháng 10 năm 1941, Thân vương Takahito kết hôn với Yuriko Takagi (sinh ngày 4 tháng 6 năm 1923), con gái thứ hai của Tử tước (kazoku, tầng lớp thượng lưu Nhật Bản trước chiến tranh) Masanari Takagi. Vợ chồng Thân vương có năm người con. Ngoài năm đứa con của họ, họ có chín đứa cháu và bốn đứa chắt vào năm 2015. Hai cô cháu gái rời khỏi Hoàng gia sau khi kết hôn. Tất cả các con trai của họ đều được ban cung hiệu riêng,cho phép họ lập nên chi nhánh mới của Hoàng gia.

### Con cái
- Yasuko Konoe (近衛やす子 Konoe Yasuko?) (trước đây là Nội Thân vương Yasuko (甯子内親王 (Tam Lạp cung Khang tử Nội Thân vương) Yasuko Naishinno?, sinh ngày 26 tháng 4 năm 1944); kết hôn vào ngày 16 tháng 12 năm 1966 với Tadateru Konoe, em trai của cựu Thủ tướng Morihiro Hosokawa và cháu nội kiêm người thừa kế của cựu Thủ tướng Fumimaro Konoe, hiện là Chủ tịch Hội Chữ thập đỏ Nhật Bản; có một con trai, Tadahiro,sau kết hôn và có ba người con.
- Tam lạp cung Thân vương Tomohito (寬仁親王 (Tam Lạp cung Khoan nhân Thân vương) Tomohito Shinnō?, 5 tháng 1 năm 1946 – 6 tháng 6 năm 2012); người thừa kế của nhánh Mikasa-no-miya; kết hôn vào ngày 7 tháng 11 năm 1980 với Nobuko Asō (sinh ngày 9 tháng 4 năm 1955), con gái thứ ba của Takakichi Asō, chủ tịch của Công ty Xi măng Aso, và vợ của ông, Kazuko, con gái của cựu Thủ tướng Shigeru Yoshida; ông hai con gái là các Nữ vương Akiko và Yoko.
- Quế cung Thân vương Yoshihito (桂宮宜仁親王 (Quế cung Nghi nhân Thân vương) Katsura-no-miya Yoshihito Shinnō?, 11 tháng 2 năm 1948 – 8 tháng 6 năm 2014); hay Thân vương Katsura, được ban cung hiệu Katsura-no-miya vào ngày 1 tháng 1 năm 1988, ông không lập gia đình.
- Masako Sen (千容子 Sen Masako?) (trước đây là Nội Thân vương Masako (容子内親王 (Tam Lạp cung Dung tử Nội Thân vương) Masako Naishinnō?, sinh ngày 23 tháng 11 năm 1951); kết hôn vào ngày 14 tháng 10 năm 1983 với Sōshitsu Sen (sinh ngày 7 tháng 6 năm 1956), con trai lớn của Sōshitsu Sen XV, và hiện là thầy dạy thứ mười sáu (iemoto) của trường trà đạo Urasenke Nhật Bản theo truyền thống; và có hai con trai, Akifumi và Takafumi, và một cô con gái, Makiko.
- Cao Viên cung Thân vương Norihito (高円宮憲仁親王 (Cao Viên cung Hiến nhân Thân vương) Takamado-no-miya Norihito Shinnō?, 29 tháng 12 năm 1954 – 21 tháng 11,2002); hay Thân vương Takamado, được ban cung hiệu Takamado-no-miya vào ngày 1 tháng 12 năm 1984; kết hôn vào ngày 6 tháng 12 năm 1984 với Hisako Tottori (sinh ngày 10 tháng 7 năm 1953), con gái lớn của Shigejiro Tottori, cựu Chủ tịch công ty Mitsui & Co. tại Pháp; và có ba cô con gái là Nữ vương Tsuguko, Senge Noriko và Moriya Ayako.

## Sự nghiệp sau chiến tranh

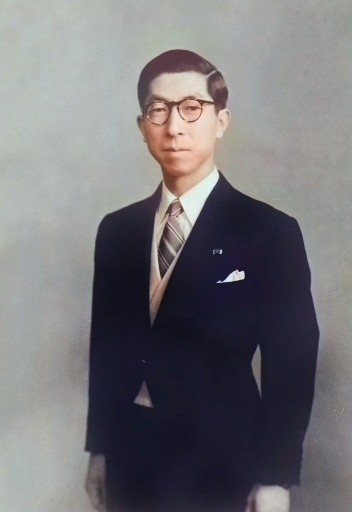
Hoàng tử Mikasa, 1958. Lưu trữ quốc gia Brazil, phục chế màu.

Sau thất bại của Nhật Bản trong Thế chiến II, nhiều thành viên hoàng tộc, như Dật phụ cung Thân vương Yasuhito, Cao Tùng cung Thân vương Nobuhito và Vương tước Higashikuni Naruhiko, đã buộc Thiên hoàng Hirohito phải thoái vị,và một trong những vị Thân vương này sẽ nhiếp chính cho đến khi đích trưởng tử của Thiên hoàng, Thái tử Akihito đến tuổi trưởng thành. Vào ngày 27 tháng 2 năm 1946, Thân vương Takahito thậm chí đã đứng lên kêu gọi Thiên hoàng thoái vị và chịu trách nhiệm cho sự đầu hàng của Nhật Bản. Tướng quân đội Hoa Kỳ Douglas MacArthur khẳng định Thiên hoàng Hirohito sẽ tiếp tục tại vị. Theo nhật ký của Bộ trưởng Bộ Phúc lợi Ashida, "Mọi người dường như suy ngẫm về những lời nói của Thân vương. Chưa bao giờ tôi thấy khuôn mặt của Bệ hạ tái nhợt đến thế. " 
Sau chiến tranh,Thân vương đăng ký vào Khoa Văn học của Đại học Tokyo và theo đuổi các nghiên cứu nâng cao về khảo cổ học, nghiên cứu Trung Đông và Ngữ tộc Semitic. Từ năm 1954 cho đến khi qua đời vào năm 2016, ông đã lãnh đạo Hiệp hội Nghiên cứu Trung Đông Nhật Bản. Bên cạnh đó,ông là chủ tịch danh dự của Hiệp hội Phương Đông Nhật Bản. Hoàng tử đã tổ chức các cuộc hẹn giảng viên và khách mời trong các nghiên cứu và khảo cổ học Trung Đông tại nhiều trường đại học ở Nhật Bản và nước ngoài, bao gồm: Đại học Mỹ thuật và Âm nhạc Quốc gia Tokyo, Aoyama Gakuin, Đại học Christian Woman của Tokyo, Đại học London, Đại học Hokkaido và Đại học Shizuoka. Ông đã xuất hiện nhiều lần trên đài phát thanh và truyền hình, nói về các chủ đề văn hóa và được tôn vinh là "học giả Hoàng gia".

## Qua đời
Về sau,do tuổi cao sức yếu, Thân vương Takahito hiếm khi xuất hiện trước công chúng và thường xuyên phải ngồi xe lăn. Ông và vợ,Thân vương phi Yuriko sống cùng nhau tại một nơi cư trú trong khuôn viên của điền trang Akasaka ở Motoakasaka, Minato, Tokyo. Ông đã trải qua ca phẫu thuật tim vào năm 2012 và đã hồi phục hoàn toàn. Thói quen của ông bao gồm tập thể dục khoảng 30 phút mỗi ngày với vợ tại nơi cư trú ở Tokyo và anh ấy thường ra ngoài với chiếc xe lăn. Khoảng một tuần một lần, ông sẽ rời khỏi tư dinh để cắt tóc, hay tham dự các sự kiện khác nhau cùng với các thành viên khác trong gia đình Hoàng gia. Vào tháng 10 năm 2014, ông tham dự đám cưới của Nữ vương Noriko,cháu gái ông tại Tokyo. Nhân viên của Hoàng cung cho biết rằng ông vẫn xuất hiện tích cực trước công chúng cho đến những ngày cuối đời. Ông thường xuyên đọc báo, và thích xem các chương trình âm nhạc và sumo trên truyền hình.
Vào ngày 2 tháng 12 năm 2015, ông trở thành thành viên đầu tiên của gia đình hoàng gia sống thọ đến 100 tuổi.  Vào ngày mừng thọ của mình, ông nói: "Không có gì thay đổi chỉ vì tôi tròn 100 tuổi. Tôi muốn dành những ngày vui vẻ và bình yên trong khi cầu nguyện cho hạnh phúc của mọi người trên khắp thế giới và cảm ơn vợ tôi, Yuriko, người đã luôn bên cạnh tôi suốt hơn 70 năm qua. "  Tại nơi cư trú vào tháng 4 năm 2016, ông đã gặp đại sứ Nhật Bản tại Thổ Nhĩ Kỳ và đi dạo tại Cung điện Akasaka.
Vào ngày 16 tháng 5 năm 2016, ông được đưa vào khoa chăm sóc đặc biệt của Bệnh viện Quốc tế St. Luke tại Phường Ward của Tokyo được chẩn đoán là bị viêm phổi cấp tính. Ông nằm tại bệnh viện trong những tháng còn lại của cuộc đời. Tim ông yếu dần vào tháng 6 và xuất hiện chất lỏng tích tụ trong phổi. Vợ ông,Thân vương phi Yuriko thường xuyên đến thăm ông cùng với các thành viên khác trong gia đình Hoàng gia, bao gồm có cả Thiên hoàng và Hoàng hậu vào tháng 6. Trong những ngày cuối đời, Thân vương vẫn có thể trò chuyện với những người tới thăm. Vào ngày 22 tháng 10, Thân vương và vợ đã kỷ niệm 75 năm ngày cưới của họ trong phòng bệnh viện. Tình trạng của ông cuối cùng đã ổn định đến mức ông bắt đầu được phục hồi chức năng trên giường, trong đó bao gồm duỗi tay và chân. Tuy nhiên, lúc 7:40 sáng ngày 27 tháng 10, tim ông bị chậm lại, cuối cùng đã ngừng đập lúc 8 giờ sáng.Thân vương qua đời vào lúc 8:34 sáng, với vợ ở bên cạnh. Sau khi qua đời, ông đã sống lâu hơn tất cả các anh chị em và cả ba người con trai của mình. Ông cũng là người cháu trai cuối cùng còn sống của Thiên hoàng Minh Trị.
Tang lễ của Thân vương Takahito được tổ chức vào ngày 4 tháng 11 năm 2016 tại Nghĩa trang Hoàng gia Toshimagaoka. Khoảng 580 người bao gồm các thành viên của Hoàng gia, Thủ tướng Shinzō Abe, Đại sứ Hoa Kỳ Caroline Kennedy, con gái của Thiên hoàng Akihito, Sayako Kuroda và chồng Yoshiki Kuroda, và cháu gái của ông, Noriko Senge và chồng, Kunimaro Senge, đã tham dự lễ tang. Vợ ông đã thực hiện các nghi thức trong buổi lễ với tư cách là người chịu tang chính.

## Tước hiệu và danh dự

### Tước hiệu
- 2 tháng 12 năm 1915 – 2 tháng 12 năm 1935: Thân vương Sumi Takahito
- Ngày 2 tháng 12 năm 1935 – 27 tháng 10 năm 2016: Tam Lạp cung Thân vương Takahito

### Danh dự

#### Danh dự quốc gia
- Hiệp sĩ Grand Cordon của Huân chương Hoa cúc [17]

#### Danh dự nước ngoài
- Brazil: Grand Cross of Order of South Cross [17]
- Bulgaria: Chỉ huy của dãy núi Balkan [17]
- Denmark: Hiệp sĩ của Voi [17][18]
- Đế chế Iran: Thành viên hạng nhất của Huân chương Hoàng gia Pahlavi [19]
- Đế chế Iran: Người nhận Huân chương Kỷ niệm của Lễ kỷ niệm 2.500 năm của Đế chế Ba Tư Lưu trữ ngày 4 tháng 3 năm 2016 tại Wayback Machine [20]
- Italy: Hiệp sĩ vĩ đại của Huân chương Cộng hòa Ý [17][21]
- Hà Lan: Hiệp sĩ thập tự giá của vương miện [17]
- Norway: Thánh giá lớn của Dòng Thánh Olav [17]
- Peru: Thập tự giá của Mặt trời [17]
- Thụy Điển: Hiệp sĩ của Hoàng gia Seraphim [17]
- Chủ tịch danh dự của Trung tâm văn hóa Trung Đông tại Nhật Bản.
- Chủ tịch danh dự của Hiệp hội Nhật Bản – Thổ Nhĩ Kỳ.
- Phó chủ tịch danh dự của Hội Chữ thập đỏ Nhật Bản.

## Hậu duệ
| Tên                         | Sinh                    | Qua đời                 | Kết hôn                  | Kết hôn        | Con cái                                                                                               |
| --------------------------- | ----------------------- | ----------------------- | ------------------------ | -------------- | --- |
| Công chúa Yasuko của Mikasa | 26 tháng 4 năm 1944     |                         | 16 tháng 12 năm 1966     | Tadateru Konoe | Tadahiro Konoe                                                                                        |
| Thân vương Tomohito         | Ngày 5 tháng 1 năm 1946 | Ngày 6 tháng 6 năm 2012 | Ngày 7 tháng 11 năm 1980 | Nobuko Asou    | Công chúa Akiko của Mikasa </br> Công chúa Yōko của Mikasa                                            |
| Thân vương Yoshihito        | 11 tháng 2 năm 1948     | Ngày 8 tháng 6 năm 2014 |                          |                | |
| Công chúa Masako của Mikasa | 23 tháng 10 năm 1951    |                         | 14 tháng 10 năm 1983     | Honoritsu Sen  | Nottsa Kikuchi </br> Sen Takafumi </br> Makiko Sakata                                                 |
| Thân vương Norihito         | 29 tháng 12 năm 1954    | 21 tháng 11 năm 2002    | Ngày 6 tháng 12 năm 1984 | Hisako Tottori | Công chúa Tsuguko của Takamado </br> Công chúa Noriko của Takamado </br> Công chúa Ayako của Takamado |

## Tổ tiên
| \| \| \| \| \| \| \| \| \| \| \| \| \| \| 16. Nhân Hiếu Thiên hoàng (1800-1846) \| \| \| \| \| \| \| \| \| \| \| \| \| \| \| \| \| \| \| \| \| \| \| \| \| \| \| \| \| \| \| \| \| \| \| \| \| \| \| \| \| \| \| \| \| \| \| \| \| \| \| \| \| \| \| \| \| \| \| \| 8. Hiếu Minh Thiên hoàng (1831-1867) \| \| \| \| \| \| \| \| \| \| \| \| \| \| \| \| \| \| \| \| \| \| \| \| \| \| \| \| \| \| \| \| \| \| \| \| \| \| \| \| \| \| \| \| \| \| \| \| \| \| \| \| \| \| \| \| \| \| \| \| \| \| \| \| \| \| \| \| \| \| \| \| 17. Lady Ōgimachi Naoko (1803-1856) \| \| \| \| \| \| \| \| \| \| \| \| \| \| \| \| \| \| \| \| \| \| \| \| \| \| \| \| \| \| \| \| \| \| \| \| \| \| \| \| \| \| \| \| \| \| \| \| \| \| \| \| \| \| \| \| \| \| \| \| \| \| \| \| \| \| \| \| \| \| \| \| 4. Minh Trị Thiên hoàng (1852-1912) \| \| \| \| \| \| \| \| \| \| \| \| \| \| \| \| \| \| \| \| \| \| \| \| \| \| \| \| \| \| \| \| \| \| \| \| \| \| \| \| \| \| \| \| \| \| \| \| \| \| \| \| \| \| \| \| \| \| \| \| \| \| \| \| \| \| \| \| \| \| \| \| 18. Marquess Nakayama Tadayasu (1809-1888) \| \| \| \| \| \| \| \| \| \| \| \| \| \| \| \| \| \| \| \| \| \| \| \| \| \| \| \| \| \| \| \| \| \| \| \| \| \| \| \| \| \| \| \| \| \| \| \| \| \| \| \| \| \| \| \| \| \| \| \| \| \| \| \| \| \| \| \| \| \| \| \| 9. Lady Yoshiko Nakayama (1836-1907) \| \| \| \| \| \| \| \| \| \| \| \| \| \| \| \| \| \| \| \| \| \| \| \| \| \| \| \| \| \| \| \| \| \| \| \| \| \| \| \| \| \| \| \| \| \| \| \| \| \| \| \| \| \| \| \| \| \| \| \| \| \| \| \| \| \| \| \| \| \| \| \| 19. Matsura Aiko (1818-1906) \| \| \| \| \| \| \| \| \| \| \| \| \| \| \| \| \| \| \| \| \| \| \| \| \| \| \| \| \| \| \| \| \| \| \| \| \| \| \| \| \| \| \| \| \| \| \| \| \| \| \| \| \| \| \| \| \| \| \| \| \| \| \| \| \| \| \| \| \| \| \| \| 2. Đại Chính Thiên hoàng (1879-1926) \| \| \| \| \| \| \| \| \| \| \| \| \| \| \| \| \| \| \| \| \| \| \| \| \| \| \| \| \| \| \| \| \| \| \| \| \| \| \| \| \| \| \| \| \| \| \| \| \| \| \| \| \| \| \| \| \| \| \| \| \| \| \| \| \| \| \| \| \| \| \| \| 20. Yanagihara Takamitsu (1793-1851) \| \| \| \| \| \| \| \| \| \| \| \| \| \| \| \| \| \| \| \| \| \| \| \| \| \| \| \| \| \| \| \| \| \| \| \| \| \| \| \| \| \| \| \| \| \| \| \| \| \| \| \| \| \| \| \| \| \| \| \| \| \| \| \| \| \| \| \| \| \| \| \| 10. Yanagihara Mitsunaru (1818-1885) \| \| \| \| \| \| \| \| \| \| \| \| \| \| \| \| \| \| \| \| \| \| \| \| \| \| \| \| \| \| \| \| \| \| \| \| \| \| \| \| \| \| \| \| \| \| \| \| \| \| \| \| \| \| \| \| \| \| \| \| \| \| \| \| \| \| \| \| \| \| \| \| 21. Ōgimachisanjō Noriko (1797-1859) \| \| \| \| \| \| \| \| \| \| \| \| \| \| \| \| \| \| \| \| \| \| \| \| \| \| \| \| \| \| \| \| \| \| \| \| \| \| \| \| \| \| \| \| \| \| \| \| \| \| \| \| \| \| \| \| \| \| \| \| \| \| \| \| \| \| \| \| \| \| \| \| 5. Lady Yanagihara Naruko (1859-1943) \| \| \| \| \| \| \| \| \| \| \| \| \| \| \| \| \| \| \| \| \| \| \| \| \| \| \| \| \| \| \| \| \| \| \| \| \| \| \| \| \| \| \| \| \| \| \| \| \| \| \| \| \| \| \| \| \| \| \| \| \| \| \| \| \| \| \| \| \| \| \| \| 22. Hasegawa Yukiaki \| \| \| \| \| \| \| \| \| \| \| \| \| \| \| \| \| \| \| \| \| \| \| \| \| \| \| \| \| \| \| \| \| \| \| \| \| \| \| \| \| \| \| \| \| \| \| \| \| \| \| \| \| \| \| \| \| \| \| \| \| \| \| \| \| \| \| \| \| \| \| \| 11. Utano Hasegawa (1832-1891) \| \| \| \| \| \| \| \| \| \| \| \| \| \| \| \| \| \| \| \| \| \| \| \| \| \| \| \| \| \| \| \| \| \| \| \| \| \| \| \| \| \| \| \| \| \| \| \| \| \| \| \| \| \| \| \| \| \| \| \| \| \| \| \| \| \| \| \| \| \| \| \| \| \| \| \| \| \| \| \| \| \| \| \| \| \| \| \| \| \| \| \| \| \| \| \| \| \| \| \| \| \| \| \| \| \| \| \| \| \| \| \| \| \| \| \| \| \| \| \| \| \| \| \| \| \| \| \| \| \| \| \| \| \| \| \| \| \| \| \| \| \| \| \| 1. Tam Lạp cung Sùng nhân Thân vương \| \| \| \| \| \| \| \| \| \| \| \| \| \| \| \| \| \| \| \| \| \| \| \| \| \| \| \| \| \| \| \| \| \| \| \| \| \| \| \| \| \| \| \| \| \| \| \| \| \| \| \| \| \| \| \| \| \| \| \| \| \| \| \| \| \| \| \| \| \| \| \| 24. Nijō Harutaka (1754-1826) \| \| \| \| \| \| \| \| \| \| \| \| \| \| \| \| \| \| \| \| \| \| \| \| \| \| \| \| \| \| \| \| \| \| \| \| \| \| \| \| \| \| \| \| \| \| \| \| \| \| \| \| \| \| \| \| \| \| \| \| \| \| \| \| \| \| \| \| \| \| \| \| 12. Regent Kujō Hisatada (1798-1871) \| \| \| \| \| \| \| \| \| \| \| \| \| \| \| \| \| \| \| \| \| \| \| \| \| \| \| \| \| \| \| \| \| \| \| \| \| \| \| \| \| \| \| \| \| \| \| \| \| \| \| \| \| \| \| \| \| \| \| \| \| \| \| \| \| \| \| \| \| \| \| \| 25. Higuchi Nobuko (1751–1845) \| \| \| \| \| \| \| \| \| \| \| \| \| \| \| \| \| \| \| \| \| \| \| \| \| \| \| \| \| \| \| \| \| \| \| \| \| \| \| \| \| \| \| \| \| \| \| \| \| \| \| \| \| \| \| \| \| \| \| \| \| \| \| \| \| \| \| \| \| \| \| \| 6. Prince Kujō Michitaka (1839-1906) \| \| \| \| \| \| \| \| \| \| \| \| \| \| \| \| \| \| \| \| \| \| \| \| \| \| \| \| \| \| \| \| \| \| \| \| \| \| \| \| \| \| \| \| \| \| \| \| \| \| \| \| \| \| \| \| \| \| \| \| \| \| \| \| \| \| \| \| \| \| \| \| 26. Matsuumein ZenYasushi \| \| \| \| \| \| \| \| \| \| \| \| \| \| \| \| \| \| \| \| \| \| \| \| \| \| \| \| \| \| \| \| \| \| \| \| \| \| \| \| \| \| \| \| \| \| \| \| \| \| \| \| \| \| \| \| \| \| \| \| \| \| \| \| \| \| \| \| \| \| \| \| 13. Lady Karahashi Meiko (1796-1881) \| \| \| \| \| \| \| \| \| \| \| \| \| \| \| \| \| \| \| \| \| \| \| \| \| \| \| \| \| \| \| \| \| \| \| \| \| \| \| \| \| \| \| \| \| \| \| \| \| \| \| \| \| \| \| \| \| \| \| \| \| \| \| \| \| \| \| \| \| \| \| \| \| \| \| \| \| \| \| \| \| \| \| \| \| \| \| \| \| \| \| \| \| \| \| \| \| \| \| \| \| \| \| \| \| \| \| \| \| \| \| \| \| \| \| \| \| \| \| \| \| \| \| \| \| \| \| \| \| \| \| \| \| \| \| \| \| \| \| \| \| \| \| \| 3. Trinh Minh Hoàng hậu (1884-1951) \| \| \| \| \| \| \| \| \| \| \| \| \| \| \| \| \| \| \| \| \| \| \| \| \| \| \| \| \| \| \| \| \| \| \| \| \| \| \| \| \| \| \| \| \| \| \| \| \| \| \| \| \| \| \| \| \| \| \| \| \| \| \| \| \| \| \| \| \| \| \| \| \| \| \| \| \| \| \| \| \| \| \| \| \| \| \| \| \| \| \| \| \| \| \| \| \| \| \| \| \| \| \| \| \| \| \| \| \| \| \| \| \| \| \| \| \| \| \| \| \| \| \| \| \| \| \| \| \| \| \| \| \| \| \| \| \| \| \| \| \| \| \| \| 14. Noma Yorioki \| \| \| \| \| \| \| \| \| \| \| \| \| \| \| \| \| \| \| \| \| \| \| \| \| \| \| \| \| \| \| \| \| \| \| \| \| \| \| \| \| \| \| \| \| \| \| \| \| \| \| \| \| \| \| \| \| \| \| \| \| \| \| \| \| \| \| \| \| \| \| \| \| \| \| \| \| \| \| \| \| \| \| \| \| \| \| \| \| \| \| \| \| \| \| \| \| \| \| \| \| \| \| \| \| \| \| \| \| \| \| \| \| \| \| \| \| \| \| \| \| \| \| \| \| \| \| \| \| \| \| \| \| \| \| \| \| \| \| \| \| \| \| \| 7. Noma Ikuko \| \| \| \| \| \| \| \| \| \| \| \| \| \| \| \| \| \| \| \| \| \| \| \| \| \| \| \| \| \| \| \| \| \| \| \| \| \| \| \| \| \| \| \| \| \| \| \| \| \| \| \| \| \| \| \| \| \| \| \| \| \| \| \| \| \| \| \| \| \| \| \| \| \| \| \| \| \| \| \| \| \| \| \| \| \| \| \| \| \| \| \| \| \| \| \| \| \| \| \| \| \| \| \| \| \| \| \| \| \| \| \| \| \| \| \| \| \| \| \| \| \| \| \| \| \| \| \| \| \| \| \| \| \| \| \| \| \| \| \| \| \| \| \| 15. Yamokushi Kairi \| \| \| \| \| \| \| \| \| \| \| \| \| \| \| \| \| \| \| \| \| \| \| \| \| \| \| \| \| \| \| \| \| \| \| \| \| \| \| \| \| \| \| \| \| \| \| \| \| \| \| \| |                                            |  |  |  |  |  |  |  |  |  |  |  |                                       |  |  |  |
| |                                            |  |  |  |  |  |  |  |  |  |  |  | 16. Nhân Hiếu Thiên hoàng (1800-1846) |  |  |  |
| |                                            |  |  |  |  |  |  |  |  |  |  |  |                                       |  |  |  |
| |                                            |  |  |  |  |  |  |  |  |  |  |  |                                       |  |  |  |
| |                                            |  |  |  |  |  |  |  |  |  |  |  |                                       |  |  |  |
| | 8. Hiếu Minh Thiên hoàng (1831-1867)       |  |  |  |  |  |  |  |  |  |  |  |                                       |  |  |  |
| |                                            |  |  |  |  |  |  |  |  |  |  |  |                                       |  |  |  |
| |                                            |  |  |  |  |  |  |  |  |  |  |  |                                       |  |  |  |
| |                                            |  |  |  |  |  |  |  |  |  |  |  |                                       |  |  |  |
| | 17. Lady Ōgimachi Naoko (1803-1856)        |  |  |  |  |  |  |  |  |  |  |  |                                       |  |  |  |
| |                                            |  |  |  |  |  |  |  |  |  |  |  |                                       |  |  |  |
| |                                            |  |  |  |  |  |  |  |  |  |  |  |                                       |  |  |  |
| |                                            |  |  |  |  |  |  |  |  |  |  |  |                                       |  |  |  |
| | 4. Minh Trị Thiên hoàng (1852-1912)        |  |  |  |  |  |  |  |  |  |  |  |                                       |  |  |  |
| |                                            |  |  |  |  |  |  |  |  |  |  |  |                                       |  |  |  |
| |                                            |  |  |  |  |  |  |  |  |  |  |  |                                       |  |  |  |
| |                                            |  |  |  |  |  |  |  |  |  |  |  |                                       |  |  |  |
| | 18. Marquess Nakayama Tadayasu (1809-1888) |  |  |  |  |  |  |  |  |  |  |  |                                       |  |  |  |
| |                                            |  |  |  |  |  |  |  |  |  |  |  |                                       |  |  |  |
| |                                            |  |  |  |  |  |  |  |  |  |  |  |                                       |  |  |  |
| |                                            |  |  |  |  |  |  |  |  |  |  |  |                                       |  |  |  |
| | 9. Lady Yoshiko Nakayama (1836-1907)       |  |  |  |  |  |  |  |  |  |  |  |                                       |  |  |  |
| |                                            |  |  |  |  |  |  |  |  |  |  |  |                                       |  |  |  |
| |                                            |  |  |  |  |  |  |  |  |  |  |  |                                       |  |  |  |
| |                                            |  |  |  |  |  |  |  |  |  |  |  |                                       |  |  |  |
| | 19. Matsura Aiko (1818-1906)               |  |  |  |  |  |  |  |  |  |  |  |                                       |  |  |  |
| |                                            |  |  |  |  |  |  |  |  |  |  |  |                                       |  |  |  |
| |                                            |  |  |  |  |  |  |  |  |  |  |  |                                       |  |  |  |
| |                                            |  |  |  |  |  |  |  |  |  |  |  |                                       |  |  |  |
| | 2. Đại Chính Thiên hoàng (1879-1926)       |  |  |  |  |  |  |  |  |  |  |  |                                       |  |  |  |
| |                                            |  |  |  |  |  |  |  |  |  |  |  |                                       |  |  |  |
| |                                            |  |  |  |  |  |  |  |  |  |  |  |                                       |  |  |  |
| |                                            |  |  |  |  |  |  |  |  |  |  |  |                                       |  |  |  |
| | 20. Yanagihara Takamitsu (1793-1851)       |  |  |  |  |  |  |  |  |  |  |  |                                       |  |  |  |
| |                                            |  |  |  |  |  |  |  |  |  |  |  |                                       |  |  |  |
| |                                            |  |  |  |  |  |  |  |  |  |  |  |                                       |  |  |  |
| |                                            |  |  |  |  |  |  |  |  |  |  |  |                                       |  |  |  |
| | 10. Yanagihara Mitsunaru (1818-1885)       |  |  |  |  |  |  |  |  |  |  |  |                                       |  |  |  |
| |                                            |  |  |  |  |  |  |  |  |  |  |  |                                       |  |  |  |
| |                                            |  |  |  |  |  |  |  |  |  |  |  |                                       |  |  |  |
| |                                            |  |  |  |  |  |  |  |  |  |  |  |                                       |  |  |  |
| | 21. Ōgimachisanjō Noriko (1797-1859)       |  |  |  |  |  |  |  |  |  |  |  |                                       |  |  |  |
| |                                            |  |  |  |  |  |  |  |  |  |  |  |                                       |  |  |  |
| |                                            |  |  |  |  |  |  |  |  |  |  |  |                                       |  |  |  |
| |                                            |  |  |  |  |  |  |  |  |  |  |  |                                       |  |  |  |
| | 5. Lady Yanagihara Naruko (1859-1943)      |  |  |  |  |  |  |  |  |  |  |  |                                       |  |  |  |
| |                                            |  |  |  |  |  |  |  |  |  |  |  |                                       |  |  |  |
| |                                            |  |  |  |  |  |  |  |  |  |  |  |                                       |  |  |  |
| |                                            |  |  |  |  |  |  |  |  |  |  |  |                                       |  |  |  |
| | 22. Hasegawa Yukiaki                       |  |  |  |  |  |  |  |  |  |  |  |                                       |  |  |  |
| |                                            |  |  |  |  |  |  |  |  |  |  |  |                                       |  |  |  |
| |                                            |  |  |  |  |  |  |  |  |  |  |  |                                       |  |  |  |
| |                                            |  |  |  |  |  |  |  |  |  |  |  |                                       |  |  |  |
| | 11. Utano Hasegawa (1832-1891)             |  |  |  |  |  |  |  |  |  |  |  |                                       |  |  |  |
| |                                            |  |  |  |  |  |  |  |  |  |  |  |                                       |  |  |  |
| |                                            |  |  |  |  |  |  |  |  |  |  |  |                                       |  |  |  |
| |                                            |  |  |  |  |  |  |  |  |  |  |  |                                       |  |  |  |
| |                                            |  |  |  |  |  |  |  |  |  |  |  |                                       |  |  |  |
| |                                            |  |  |  |  |  |  |  |  |  |  |  |                                       |  |  |  |
| |                                            |  |  |  |  |  |  |  |  |  |  |  |                                       |  |  |  |
| |                                            |  |  |  |  |  |  |  |  |  |  |  |                                       |  |  |  |
| | 1. Tam Lạp cung Sùng nhân Thân vương       |  |  |  |  |  |  |  |  |  |  |  |                                       |  |  |  |
| |                                            |  |  |  |  |  |  |  |  |  |  |  |                                       |  |  |  |
| |                                            |  |  |  |  |  |  |  |  |  |  |  |                                       |  |  |  |
| |                                            |  |  |  |  |  |  |  |  |  |  |  |                                       |  |  |  |
| | 24. Nijō Harutaka (1754-1826)              |  |  |  |  |  |  |  |  |  |  |  |                                       |  |  |  |
| |                                            |  |  |  |  |  |  |  |  |  |  |  |                                       |  |  |  |
| |                                            |  |  |  |  |  |  |  |  |  |  |  |                                       |  |  |  |
| |                                            |  |  |  |  |  |  |  |  |  |  |  |                                       |  |  |  |
| | 12. Regent Kujō Hisatada (1798-1871)       |  |  |  |  |  |  |  |  |  |  |  |                                       |  |  |  |
| |                                            |  |  |  |  |  |  |  |  |  |  |  |                                       |  |  |  |
| |                                            |  |  |  |  |  |  |  |  |  |  |  |                                       |  |  |  |
| |                                            |  |  |  |  |  |  |  |  |  |  |  |                                       |  |  |  |
| | 25. Higuchi Nobuko (1751–1845)             |  |  |  |  |  |  |  |  |  |  |  |                                       |  |  |  |
| |                                            |  |  |  |  |  |  |  |  |  |  |  |                                       |  |  |  |
| |                                            |  |  |  |  |  |  |  |  |  |  |  |                                       |  |  |  |
| |                                            |  |  |  |  |  |  |  |  |  |  |  |                                       |  |  |  |
| | 6. Prince Kujō Michitaka (1839-1906)       |  |  |  |  |  |  |  |  |  |  |  |                                       |  |  |  |
| |                                            |  |  |  |  |  |  |  |  |  |  |  |                                       |  |  |  |
| |                                            |  |  |  |  |  |  |  |  |  |  |  |                                       |  |  |  |
| |                                            |  |  |  |  |  |  |  |  |  |  |  |                                       |  |  |  |
| | 26. Matsuumein ZenYasushi                  |  |  |  |  |  |  |  |  |  |  |  |                                       |  |  |  |
| |                                            |  |  |  |  |  |  |  |  |  |  |  |                                       |  |  |  |
| |                                            |  |  |  |  |  |  |  |  |  |  |  |                                       |  |  |  |
| |                                            |  |  |  |  |  |  |  |  |  |  |  |                                       |  |  |  |
| | 13. Lady Karahashi Meiko (1796-1881)       |  |  |  |  |  |  |  |  |  |  |  |                                       |  |  |  |
| |                                            |  |  |  |  |  |  |  |  |  |  |  |                                       |  |  |  |
| |                                            |  |  |  |  |  |  |  |  |  |  |  |                                       |  |  |  |
| |                                            |  |  |  |  |  |  |  |  |  |  |  |                                       |  |  |  |
| |                                            |  |  |  |  |  |  |  |  |  |  |  |                                       |  |  |  |
| |                                            |  |  |  |  |  |  |  |  |  |  |  |                                       |  |  |  |
| |                                            |  |  |  |  |  |  |  |  |  |  |  |                                       |  |  |  |
| |                                            |  |  |  |  |  |  |  |  |  |  |  |                                       |  |  |  |
| | 3. Trinh Minh Hoàng hậu (1884-1951)        |  |  |  |  |  |  |  |  |  |  |  |                                       |  |  |  |
| |                                            |  |  |  |  |  |  |  |  |  |  |  |                                       |  |  |  |
| |                                            |  |  |  |  |  |  |  |  |  |  |  |                                       |  |  |  |
| |                                            |  |  |  |  |  |  |  |  |  |  |  |                                       |  |  |  |
| |                                            |  |  |  |  |  |  |  |  |  |  |  |                                       |  |  |  |
| |                                            |  |  |  |  |  |  |  |  |  |  |  |                                       |  |  |  |
| |                                            |  |  |  |  |  |  |  |  |  |  |  |                                       |  |  |  |
| |                                            |  |  |  |  |  |  |  |  |  |  |  |                                       |  |  |  |
| | 14. Noma Yorioki                           |  |  |  |  |  |  |  |  |  |  |  |                                       |  |  |  |
| |                                            |  |  |  |  |  |  |  |  |  |  |  |                                       |  |  |  |
| |                                            |  |  |  |  |  |  |  |  |  |  |  |                                       |  |  |  |
| |                                            |  |  |  |  |  |  |  |  |  |  |  |                                       |  |  |  |
| |                                            |  |  |  |  |  |  |  |  |  |  |  |                                       |  |  |  |
| |                                            |  |  |  |  |  |  |  |  |  |  |  |                                       |  |  |  |
| |                                            |  |  |  |  |  |  |  |  |  |  |  |                                       |  |  |  |
| |                                            |  |  |  |  |  |  |  |  |  |  |  |                                       |  |  |  |
| | 7. Noma Ikuko                              |  |  |  |  |  |  |  |  |  |  |  |                                       |  |  |  |
| |                                            |  |  |  |  |  |  |  |  |  |  |  |                                       |  |  |  |
| |                                            |  |  |  |  |  |  |  |  |  |  |  |                                       |  |  |  |
| |                                            |  |  |  |  |  |  |  |  |  |  |  |                                       |  |  |  |
| |                                            |  |  |  |  |  |  |  |  |  |  |  |                                       |  |  |  |
| |                                            |  |  |  |  |  |  |  |  |  |  |  |                                       |  |  |  |
| |                                            |  |  |  |  |  |  |  |  |  |  |  |                                       |  |  |  |
| |                                            |  |  |  |  |  |  |  |  |  |  |  |                                       |  |  |  |
| | 15. Yamokushi Kairi                        |  |  |  |  |  |  |  |  |  |  |  |                                       |  |  |  |
| |                                            |  |  |  |  |  |  |  |  |  |  |  |                                       |  |  |  |
| |                                            |  |  |  |  |  |  |  |  |  |  |  |                                       |  |  |  |